# Kvarnsjön (Älekulla socken, Västergötland)
Kvarnsjön är en sjö i Marks kommun i Västergötland och ingår i Ätrans huvudavrinningsområde.